# پتروویتسه (ناحیه زنویمو)
پتروویتسه (به چکی: Petrovice) یک منطقهٔ مسکونی در جمهوری چک است که در ناحیه زنویمو واقع شده‌است. پتروویتسه ۴٫۷۲ کیلومتر مربع مساحت و ۳۵۷ نفر جمعیت دارد و ۲۵۶ متر بالاتر از سطح دریا واقع شده‌است.